# James B. Cunningham
James B. Cunningham (* 1952) je americký diplomat, který působil jako úřadující americký vyslanec při Organizaci spojených národů (leden až září 2001), vyslanec a zástupce stálého představitele USA při OSN (2001–2005), generální konzul v Hongkongu a Macau (2005–2008). a velvyslanec v Izraeli. (2008–2011).

## Biografie
Narodil se v Allentownu v Pensylvánii a vystudoval politologii a psychologii na Syracuse University, kde v roce 1974 promoval s hodnocením magna cum laude.
Než se stal americkým vyslancem při Organizaci spojených národů působil jako zástupce šéfa diplomatické mise na americké ambasádě v Římě. Během většiny své kariéry se zabýval prací na evropských evropských politických a bezpečnostních otázkách a multilaterální diplomacií.
V letech 1989 až 1990 působil jako náčelník štábu generálního tajemníka Severoatlantické aliance (NATO) Manfreda Woernera. Z této pozice byl generálnímu tajemníkovi poradcem v otázce všech zájmů NATO v souvislosti s rozpuštěním Varšavské smlouvy a rozpadem Sovětského svazu.
V srpnu 1990, tedy bezprostředně po irácké invazi do Kuvajtu, se stal zástupcem poradce pro politické otázky americké mise v OSN. V roce 1992 se vrátil do Washingtonu jako zástupce ředitele úřadu ministerstva zahraničních věcí pro evropské bezpečnostní a politické otázky a o rok později (1993) stanul v čele tohoto úřadu. Jako jeho ředitel byl zapojen do řady aspektů americké politiky vůči Evropě, včetně NATO, kontrole zbraní, odzbrojení a Bosně. Po ročním diplomatickém kurzu převzal v srpnu 1996 své diplomatické povinnosti v Římě.
Z pozice generálního konzulta (2005–2008) byl zodpovědný za oblast Hongkongu a Macaa, což jsou zvláštní administrativní jednotky Čínské lidové republiky. V čínštině je známý jako 郭明瀚 Guō Mínghàn.
Od 27. června 2008 do 21. května 2011 byl americkým velvyslancem v Izraeli.
Je držitelem dvou ocenění amerického ministerstva zahraničních věcí, a to Superior and Meritorious Honor Awards a National Performance Review's Hammer Award. Je ženatý s Leslie Genier z Mineville ze státu New York. Společně mají dvě dcery, Emmu a Abigail.